# پاکسون (ویرجینیا)
پاکسون (به انگلیسی: Paxson) یک منطقهٔ مسکونی در ایالات متحده آمریکا است که در شهرستان لادن، ویرجینیا واقع شده‌است.